# 克利尤斯克拉
克利尤斯克拉（法語：Cliousclat，法語發音：[klijuskla]）是法国德龙省的一个市镇，位于该省西部略偏南，属于瓦朗斯区。

## 地理
克利尤斯克拉（44°42'57"N, 4°50'10"E）面积9.65 平方千米，位于法国奥弗涅-罗讷-阿尔卑斯大区德龙省，该省份为法国东南部内陆省份，北起顺时针与伊泽尔省、上阿尔卑斯省、上普罗旺斯阿尔卑斯省、沃克吕兹省和阿尔代什省接壤。
与克利尤斯克拉接壤的市镇（或旧市镇、城区）包括：格拉讷、德龙河畔洛里奥勒、米尔芒德、罗讷河畔索尔斯。
克利尤斯克拉的时区为UTC+01:00、UTC+02:00（夏令时）。

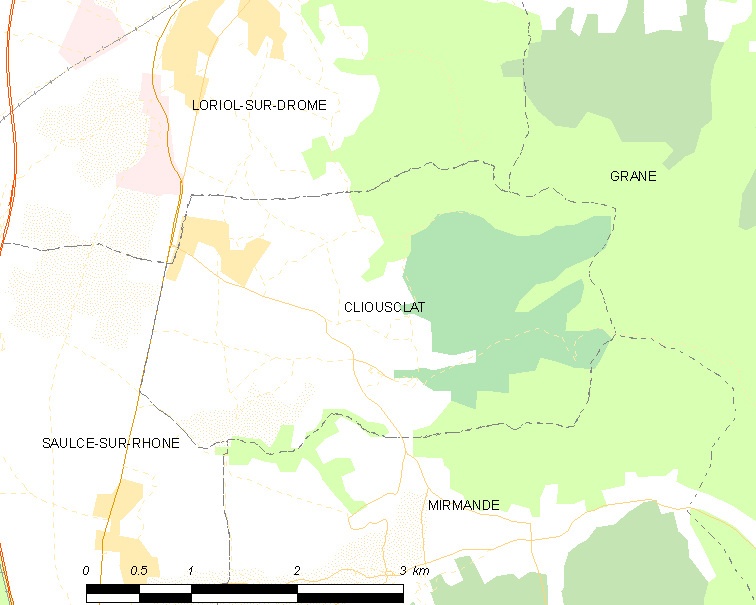
克利尤斯克拉的OSM定位图

## 行政
克利尤斯克拉的邮政编码为26270，INSEE市镇编码为26097。

## 政治
克利尤斯克拉所属的省级选区为德龙河畔洛里奥勒县。

## 人口

1962-2008年间克利尤斯克拉人口变化图示

克利尤斯克拉于2022年1月1日时的人口数量为612人。